# Adulis Club
El Adulis Club es un club de fútbol de Eritrea fundado en Amara.

## Palmarés
- Primera División de Eritrea: 3

1996, 2004, 2006

## Participación en competiciones CAF
| Temporada | Torneo                      | Ronda      | Club     | Casa | Visita | Global |
| --------- | --------------------------- | ---------- | -------- | ---- | ------ | ------ |
| 2005      | Liga de Campeones de la CAF | Preliminar | Villa SC | 0-2  | 0-1    | 0-3    |